# Capia Przełączka
Capia Przełączka (słow. Capia štrbina, niem. Gemsenseeturmscharte, węg. Zerge-tavi-rés, 2295 m) – przełączka znajdująca się w Grani Baszt w słowackiej części Tatr Wysokich. Oddziela Wielką Capią Turnię na północnym zachodzie od Małej Capiej Turni na południowym wschodzie. Ku wschodowi, do Dolinki Szataniej opada z niej depresja, niżej zanikająca w urwisku. W ścianie tej jest kilka rynien, zacięć i kominów. Ku zachodowi, do Młynickiego Kotła w Dolinie Młynickiej, opada częściowo przewieszony komin, niżej przechodzący w prosty, wąski i głęboko wcięty żleb o różnicy wysokości około 100 m.
Nazewnictwo Capiej Przełączki, podobnie jak w przypadku Capich Turni, pochodzi od Capiego Stawu leżącego w górnych partiach Doliny Młynickiej.

## Taternictwo
Pierwsze wejścia
- Zygmunt Klemensiewicz i Jerzy Maślanka, 23 sierpnia 1905 r. – letnie,
- Alfréd Grósz i Lajos Rokfalusy, przed 1915 r. – zimowe[4].

Drogi wspinaczkowe
1. Przez wschodnią ścianę Małej Capiej Turni (droga Gálfyego i Urbanoviča); IV, V, miejsce A0 w skali tatrzańskiej, czas przejścia 4 godz. 30 min
2. Przez wschodnią ścianę Małej Capiej Turni (droga Samuhela); 4 godz. 30 min
3. Z Młynickiego Kotła zachodnim kominem; II, 1 godz.[3]

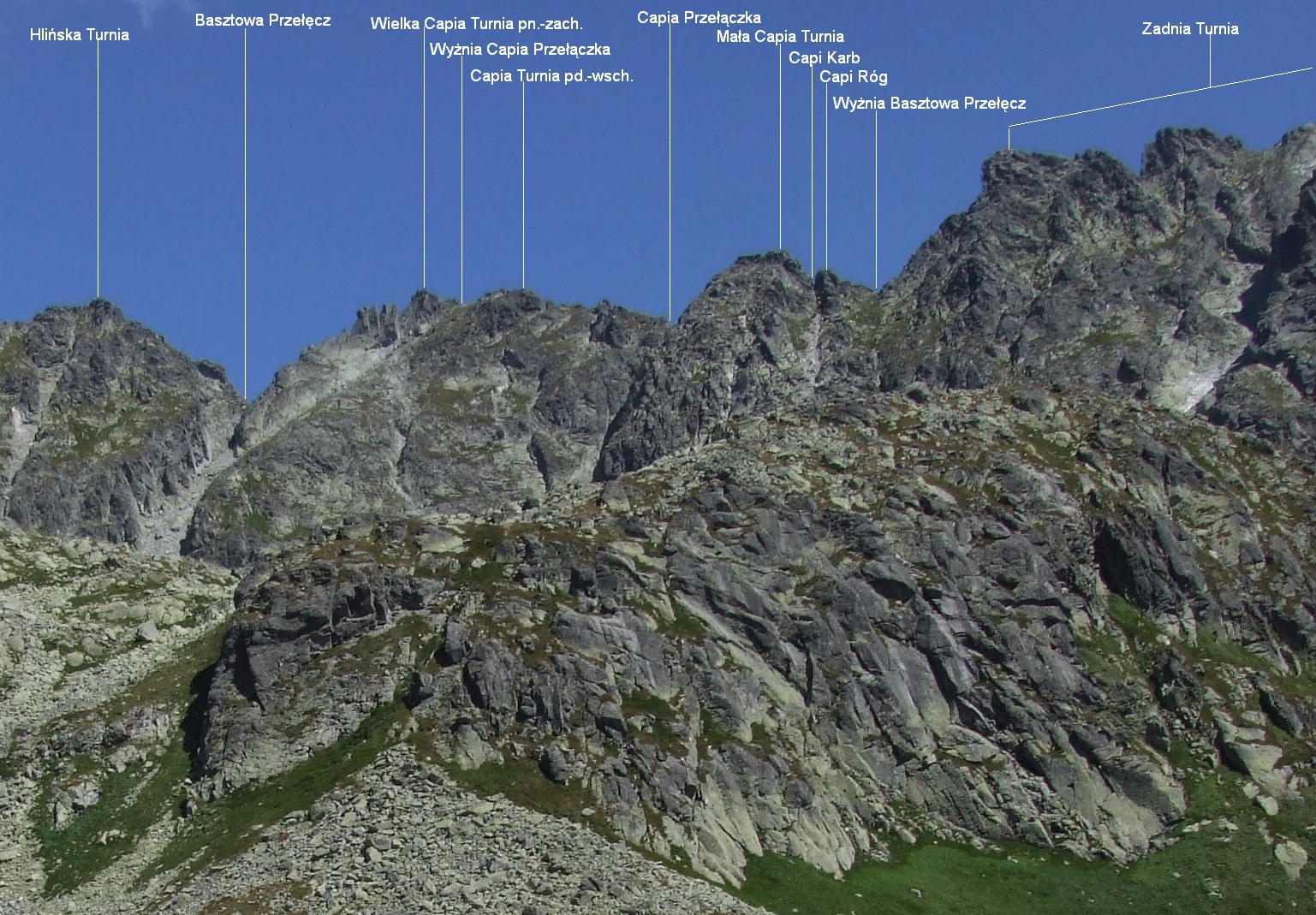
Widok z Doliny Młynickiej